# Yutaka Baba (Fußballspieler)
Yutaka Baba (japanisch 馬場 悠 Baba Yutaka; * 4. Oktober 1986 in der Präfektur Nara) ist ein ehemaliger japanischer Fußballspieler.

## Karriere
Baba erlernte das Fußballspielen in der Schulmannschaft der Oyodo High School und der Universitätsmannschaft der Osaka-Gakuin-Universität. Seinen ersten Vertrag unterschrieb er 2009 bei Fagiano Okayama. Der Verein spielte in der zweithöchsten Liga des Landes, der J2 League. Für den Verein absolvierte er zwei Ligaspiele. Im März 2011 wurde er an den Drittligisten Zweigen Kanazawa ausgeliehen. 2012 kehrte er zu Fagiano Okayama zurück. Danach spielte er bei Renofa Yamaguchi FC, Nara Club und MIO Biwako Shiga. Ende 2018 beendete er seine Karriere als Fußballspieler.